# Черки-Ишмяково
Черки́-Ишмя́ково (тат. Өчмунча) — село в Буинском районе Республики Татарстан, в составе Черки-Кильдуразского сельского поселения.

## Этимология названия
Татарский вариант топонима произошёл от слов «өч» (три) и «мунча» (баня).

## География
Село находится на реке Лащи, в 18 км к северу от районного центра, города Буинска.

## История
Окрестности села были обитаемы в эпоху поздней бронзы, о чём свидетельствуют археологические памятники: Черки-Ишмяковское поселение I, II (эпоха поздней бронзы).
Основание села произошло не позднее второй половины XVII века.
В сословном отношении, в XVIII столетии и вплоть до 1860-х годов жителей села причисляли к государственным крестьянам. Их основными занятиями в то время были земледелие, скотоводство.
В «Списке населенных мест по сведениям 1859 года», изданном в 1866 году, населённый пункт упомянут как казённая деревня Чирки Ишмякова (Три Бани) 2-го стана Тетюшского уезда Казанской губернии. Располагалась при речке Ишмякове, по левую сторону почтового тракта из Казани в Симбирск, в 40 верстах от уездного города Тетюши и в 12 верстах от становой квартиры во владельческом селе Знаменское (Чипчаги). В деревне в 85 дворах жили 589 человек (305 мужчин и 284 женщины). Была мечеть.
По сведениям из первоисточников, в начале XX столетия в селе действовали мечеть, медресе.
С 1930 года в селе работали коллективные сельскохозяйственные предприятия, с 1999 года — сельскохозяйственные предприятия в форме ООО.
Административно, до 1920 года село относилось к Тетюшскому уезду Казанской губернии, с 1920 года — к кантонам ТАССР, с 1930 года — к Буинскому району Татарстана.

## Население
| 2015 |
| ---- |
| 125  |

Динамика
По данным переписей, население села увеличивалось с 71 души мужского пола в 1782 году до 981 человека в 1908 году. В последующие годы численность населения села уменьшалась, в 1979 году составила 94 человека, затем постепенно увеличивалась до 164 в 2002 году и уменьшилась до 125 в 2015 году.
Национальный состав
Согласно результатам переписи 2002 года, в национальной структуре населения села татары составляли 98% из 164 человек.

## Экономика
Жители работают преимущественно в ООО «Коммуна», занимаются полеводством, мясным скотоводством.

## Социальные объекты
В селе действуют клуб, фельдшерско-акушерский пункт.

## Религиозные объекты
Мечеть (с 1992 года).